# Dreirosenbrücke
Die Dreirosenbrücke ist eine Strassenbrücke in der Schweizer Stadt Basel und ist die letzte Schweizer Rheinbrücke. Die Brücke hat ihren Namen nach der Liegenschaft „Zu den drei Rosen“ am Kleinbasler Brückenkopf erhalten. Das ursprüngliche Landgut an dieser Stelle gehörte der Familie Iselin, deren Familienwappen drei weisse Rosen zeigt.

## Vorgeschichte
Schon die Stadterweiterungspläne von 1897 sahen unterhalb der Johanniterbrücke einen weiteren Rheinübergang vor. In der Zeit von 1907 bis 1910 war von einer Bahnbrücke die Rede, als Verbindungsbahn zwischen dem geplanten Rheinhafen Kleinhüningen und dem St. Johannbahnhof. 1918 führte ein Bundesratsbeschluss aus, dass die Subvention für die Erstellung des Rheinhafens vom Bau der Dreirosenbrücke, als eine kombinierte Eisenbahn- und Strassenbrücke, abhängig sei. Es entstand ein Projekt einer auf zwei Pfeilern ruhenden Brücke, welche 20 Meter breit werden sollte, wovon 4 Meter für das Bahngeleise reserviert war. Da die Stadt im Anschluss an den Ersten Weltkrieg eine ungünstige Finanzlage aufwies und Zwang bestand, vordringlichere Aufgaben zu lösen, wollte man Zeit gewinnen und strebte einen Aufschub des Baues an. Dies gelang auch und in der Zwischenzeit einigten sich die Schweizerischen Bundesbahnen und die Deutsche Reichsbahn über die Durchleitung des Hafenverkehrs durch den Badischen Bahnhof, so dass die SBB auf eine Nutzung der projektierten Dreirosenbrücke verzichten konnten.

## Erste Brücke
Der Verzicht auf die kombinierte Brücke schuf eine neue Sachlage, aber der Ruf nach einem zusätzlichen Rheinübergang liess in den städtischen Quartieren St. Johann, Horburg und Kleinhüningen nicht nach und am 25. Juni 1925 reichte ein Aktionsausschuss eine mit 7.444 Unterschriften versehene Initiative ein, welche kurz darauf vom Grossen Rat als erheblich erklärt wurde. 1930 gingen auf die Ausschreibung eines internationalen Wettbewerbes 76 Entwürfe ein. Den ersten Preis erhielt die Maschinenfabrik Augsburg-Nürnberg AG (MAN AG) aus Gustavsburg und Grün & Bilfinger aus Mannheim für ihre von zwei Pfeilern gestützte Vollwand-Balkenbrücke.
Nach langem Warten konnte die Basler Bevölkerung am 11. Juli 1931 endlich ihren Segen zum Baukredit geben und im Oktober 1931 fuhren bereits die Baugeräte auf. Am 1. September 1934 konnte die Brücke dem Verkehr übergeben werden.
Die Brücke bestand aus einer durchlaufenden Stahlbalkenkonstruktion mit einer Länge von 225 Meter, ruhte auf zwei Stützpfeilern und besass drei Öffnungen mit Stützweiten von 75 Meter, 105 Meter und 75 Meter. Die Gesamtbreite der Brücke betrug 18 Meter, wovon 12 Meter auf die Fahrbahn mit zweigleisiger Strassenbahn und je 3 Meter auf die Gehwege entfielen.

## Zweite Brücke
1960 verpflichtete ein Bundesratsbeschluss über das schweizerische Nationalstrassengesetz Basel dazu, eine Autobahnverbindung zwischen der Schweiz, Deutschland und Frankreich herzustellen. Diese Stadtautobahn war stark umstritten, und zwei Volksinitiativen versuchten, die Realisierung zu verhindern. Die Verbindung Schweiz–Deutschland wurde um 1974(?) eröffnet und am 1. September 1994 begann der Bau der Nordtangente A3, welche die Schweizer A2 mit der französischen Autobahn A35 verbindet und seit dem 16. Juni 2007 vollständig eröffnet ist.
Um die Autobahn aufzunehmen, musste die Dreirosenbrücke ersetzt werden und man entschloss sich, eine doppelstöckige Zwillingsbrücke über den Rhein zu bauen, wobei auf der unteren Ebene die Autobahn in einem geschlossenen Gewölbe (zum Lärmschutz stadtseitig mit Verglasung versehen – ursprünglich war beidseitige Verglasung geplant, was aber 2007 aufgegeben wurde) durchführt, während die obere Ebene dem Lokalverkehr (Auto, Rad, ÖPNV) und den Fussgängern dient. Es führen zwei vom Individualverkehr getrennte Fahrspuren der Strassenbahn über die ganze Brücke.
Gebaut wurde die neue Dreirosenbrücke nach Plänen des Basler Architekturbüros Steib+Steib in Etappen. Zuerst wurde ab 1999 die nördliche, flussabwärts liegende Hälfte der Brücke neben der alten ersten Brücke gebaut und am 5. November 2001 dem Verkehr übergeben. Danach wurde die alte Brücke abgebrochen und die zweite Hälfte am Standort der alten Brücke gebaut. Eröffnet wurde die ganze neue Brücke am 8. November 2004.
Die Dreirosenbrücke ist eine Stahlverbund-Fachwerkbrücke, wobei eigentlich zwei Brücken mit je zwei 133 Meter langen Brückenhälften nebeneinander liegen. Die Brücke ist 226 Meter lang, weist drei Öffnungen mit 77 Meter, 105 Meter und 84 Meter Spannweite auf und steht auf zwei Pfeilern, wobei die Pfeiler der alten Brücke in diese integriert wurden. Die beiden Brücken sind je 14,90 Meter breit, das Strassenbahn-Trassee und die Fahrbahnen allerdings asymmetrisch nach Norden verschoben, so dass auf der südlichen Seite ein etwa 10 Meter breiter Boulevard für die Fussgänger entstanden ist.